# Кругляківська сільська рада
Круглякі́вська сільська́ ра́да — адміністративно-територіальна одиниця та орган місцевого самоврядування в Куп'янському районі Харківської області. Адміністративний центр — село Кругляківка.

## Загальні відомості
- Кругляківська сільська рада утворена в 1991 році.
- Територія ради: 47,95 км²
- Населення ради: 1 173 особи (станом на 2001 рік)
- Територією ради протікає річка Оскіл.

## Населені пункти
Сільській раді були підпорядковані населені пункти:
- с. Кругляківка

## Склад ради
Рада складалася з 16 депутатів та голови.
- Голова ради: Заїка Володимир Григорович
- Секретар ради: Рожнова Наталія Павлівна

### Керівний склад попередніх скликань
| Прізвище, ім'я, по батькові | Основні відомості                                                                     | Дата обрання | Дата звільнення |
| --------------------------- | ------------------------------------------------------------------------------------- | ------------ | --------------- |
| Кулик Микола Іванович       | Сільський голова, 1951 року народження, член Всеукраїнського об'єднання «Батьківщина» | 26.03.2006   | 31.10.2010      |
| Заїка Володимир Григорович  | Сільський голова, 1955 року народження, освіта вища, член Партії регіонів             | 31.10.2010   |                 |

Примітка: таблиця складена за даними сайту Верховної Ради України

### Депутати
За результатами місцевих виборів 2010 року депутатами ради стали:

#### За суб'єктами висування
| Суб'єкт висування                                       | Кількість обраних депутатів | %    |
| ------------------------------------------------------- | --------------------------- | ---- |
| Партія регіонів                                         | 10                          | 62,5 |
| Самовисування                                           | 4                           | 25   |
| Політична партія Всеукраїнське об'єднання «Батьківщина» | 2                           | 12,5 |

#### За округами
| № округу                                                | Прізвище, ім'я, по батькові      | Дата визнання обраним | Освіта             | Партійна приналежність                        | Відомості про обраного депутата                                  |
| ------------------------------------------------------- | -------------------------------- | --------------------- | ------------------ | --------------------------------------------- | ---------------------------------------------------------------- |
| Партія регіонів                                         |                                  |                       |                    |                                               |                                                                  |
| 2                                                       | Гарний Микола Олександрович      | 03.11.2010            | середня            | член Партії регіонів                          | приватний підприємець                                            |
| 3                                                       | Строкань Надія Михайлівна        | 03.11.2010            | середня            | член Партії регіонів                          | пенсіонер                                                        |
| 5                                                       | Горобець Ірина Михайлівна        | 03.11.2010            | середня            | член Партії регіонів                          | Медична сестра, сеньківська дільнична лікарня                    |
| 8                                                       | Забайрачна Валентина Степанівна  | 03.11.2010            | вища               | член Партії регіонів                          | приватний підприємець                                            |
| 9                                                       | Матяш Сергій Миколайович         | 03.11.2010            | середня спеціальна | член Партії регіонів                          | приватний підприємець                                            |
| 10                                                      | Рожнова Наталія Павлівна         | 03.11.2010            | вища               | член Партії регіонів                          | Секретар, кругляківська сільська рада                            |
| 11                                                      | Медюкова Ірина Василівна         | 03.11.2010            | середня            | член Партії регіонів                          | Сторож, кругляківська ЗОШ                                        |
| 13                                                      | Ткачова Ольга Анатоліївна        | 03.11.2010            | середня            | член Партії регіонів                          | Фармацевт, кПОЗ ЦР аптека № 63                                   |
| 14                                                      | Фесенко Олена Сергіївна          | 03.11.2010            | середня            | член Партії регіонів                          | Завгосп, кругляківська ЗОШ                                       |
| 15                                                      | Острижний Володимир Валерійович  | 03.11.2010            | середня            | член Партії регіонів                          | приватний підприємець                                            |
| Політична партія Всеукраїнське об'єднання «Батьківщина» |                                  |                       |                    |                                               |                                                                  |
| 6                                                       | Конарєва Любов Андріївна         | 03.11.2010            | середня            | член Всеукраїнського об'єднання «Батьківщина» | Бібліотекар, кругляківська бібліотека                            |
| 12                                                      | Хатнянська Тетяна Іванівна       | 03.11.2010            | середня            | член Всеукраїнського об'єднання «Батьківщина» | Виїзний фельдшер, сеньківський пункт невідкладної допомоги вдома |
| Самовисування                                           |                                  |                       |                    |                                               |                                                                  |
| 1                                                       | Савченко Тетяна Яківна           | 03.11.2010            | вища               | позапартійна                                  | Технік, куп'янський відділ статистики Південної Залізниці        |
| 4                                                       | Молчанова Людмила Олександрівна  | 03.11.2010            | вища               | член Партії регіонів                          | тимчасово не працює                                              |
| 7                                                       | Забайрачна Світлана Миколаївна   | 03.11.2010            | вища               | член Партії регіонів                          | Кругляківська загальноосвітня школа, вчитель                     |
| 16                                                      | Хорошило Олександр Володимирович | 03.11.2010            | середня            | позапартійний                                 | пенсіонер                                                        |